# Ланген (Гессен)
Ланген (нем. Langen) — город в Германии, в земле Гессен. Подчиняется административному округу Дармштадт. Входит в состав района Оффенбах. Население составляет 35 570 человек (на 2010 год). Занимает площадь 29,12 км². Официальный код — 06 4 38 006. Здесь находится штаб-квартира немецкого управления воздушным движением и институт Пауля Эрлихa для утверждения и официального выпуска серии вакцин и лекарств.

## География

### Географическое положение
Ланген расположен в районе Оффенбах, в столичном районе Рейн-Майн, один из сильнейших экономических регионов Германии. Город расположен примерно посередине между городами Франкфурт и Дармштадт в треугольнике, образованном университетами Франкфурта, Дармштадтa и Майнцa. Наряду с такими городами, как Краков, Майнц и Прага, Ланген расположен практически строго на 50-й широте, этот факт отмечен камнем рядом с клиникой Асклепиос.
Муниципалитет города граничит с Ной-Изенбургом на севере, Драйайхом на севере и востоке, Эгельсбахом на юге и западе и Мёрфельден-Вальдорфом на северо-западе.

### Расположение города
Ланген делится на следующие районы:
- Altstadt (Старый город) на Востоке: расположен вблизи от бывшей восточной городской стены, которая по-прежнему частично видна сегодня. Для старого города действуют ограничения по застройке, чтобы сохранить характерные фахверковые дома.
- Центр
- Neurott на северо-западе: Хотя район и является коммерческой областью, здесь также находятся жилые дома. Часть домов была построена в 1958 году для американских солдат, расквартированных возле бывшей авиационной базы Rhein-Main Airbase.
- Nordend на севере: Здесь находится большое количество многоэтажных домов.
- Linden и Oberlinden на западе, застроен жилыми кварталами, которые заметно увеличили население города.
- Steinberg на юго-востоке: присутствует множество домов и вилл с садами, которые были построены в девяностых годах. Рядом расположены старые яблоневые сады, которые являются природоохранной областью.